# NBA 기량발전상
NBA 기량발전상(영어: NBA Most Improved Player Award)은 매년 NBA가 이전 시즌에 비해 정규시즌 동안 가장 많은 발전을 보인 선수에게 수여하는 상이다. 수상자는 미국과 캐나다 전역의 스포츠 작가 패널에 의해 선정되며, 이들은 각각 1, 2, 3위 선정을 위해 투표를 한다. 1등 투표는 각각 5점의 가치가 있다; 2등 투표는 각각 3점의 가치가 있고, 3등 투표는 각각 1점의 가치가 있다. 1위 득표수와 상관없이 총점이 가장 높은 선수가 수상한다.
2022~2023 시즌 수상자부터 조지 마이칸 트로피(영어: George Mikan Trophy)를 수여한다.

## 수상자 목록
| 시즌      | 수상자            | 소속 팀                   |
| --------- | ----------------- | ------------------------- |
| 1985~1986 | 앨빈 로버트슨     | 샌안토니오 스퍼스         |
| 1986~1987 | 델 엘리스         | 시애틀 슈퍼소닉스         |
| 1987~1988 | 케빈 덕워스       | 포틀랜드 트레일블레이저스 |
| 1988~1989 | 케빈 존슨         | 피닉스 선스               |
| 1989~1990 | 로니 세이컬리     | 마이애미 히트             |
| 1990~1991 | 스콧 스카일스     | 올랜도 매직               |
| 1991~1992 | 퍼비스 엘리슨     | 워싱턴 불리츠             |
| 1992~1993 | 크리스 잭슨       | 덴버 너기츠               |
| 1993~1994 | 돈 맥클린         | 워싱턴 불리츠             |
| 1994~1995 | 다나 바로스       | 필라델피아 세븐티식서스   |
| 1995~1996 | 게오르그 뮤레산   | 워싱턴 불리츠             |
| 1996~1997 | 아이작 오스틴     | 마이애미 히트             |
| 1997~1998 | 앨런 헨더슨       | 애틀랜타 호크스           |
| 1998~1999 | 대럴 암스트롱     | 올랜도 매직               |
| 1999~2000 | 제일런 로즈       | 인디애나 페이서스         |
| 2000~2001 | 트레이시 맥그래디 | 올랜도 매직               |
| 2001~2002 | 저메인 오닐       | 인디애나 페이서스         |
| 2002~2003 | 길버트 아레나스   | 골든스테이트 워리어스     |
| 2003~2004 | 잭 랜돌프         | 포틀랜드 트레일블레이저스 |
| 2004~2005 | 바비 시몬스       | 로스앤젤레스 클리퍼스     |
| 2005~2006 | 보리스 디아우     | 피닉스 선스               |
| 2006~2007 | 몬타 엘리스       | 골든스테이트 워리어스     |
| 2007~2008 | 헤도 튀르콜루     | 올랜도 매직               |
| 2008~2009 | 대니 그레인저     | 인디애나 페이서스         |
| 2009~2010 | 아론 브룩스       | 휴스턴 로키츠             |
| 2010~2011 | 케빈 러브         | 미네소타 팀버울브스       |
| 2011~2012 | 라이언 앤더슨     | 올랜도 매직               |
| 2012~2013 | 폴 조지           | 인디애나 페이서스         |
| 2013~2014 | 고란 드라기치     | 피닉스 선스               |
| 2014~2015 | 지미 버틀러       | 시카고 불스               |
| 2015~2016 | C.J. 맥컬럼       | 포틀랜드 트레일블레이저스 |
| 2016~2017 | 야니스 안데토쿤보 | 밀워키 벅스               |
| 2017~2018 | 빅터 올라디포     | 인디애나 페이서스         |
| 2018~2019 | 파스칼 시아캄     | 토론토 랩터스             |
| 2019~2020 | 브랜든 잉그램     | 뉴올리언스 펠리컨스       |
| 2020~2021 | 줄리어스 랜들     | 뉴욕 닉스                 |
| 2021~2022 | 자 모란트         | 멤피스 그리즐리스         |
| 2022~2023 | 라우리 마카넨     | 유타 재즈                 |
| 2023~2024 | 타이리스 맥시     | 필라델피아 세븐티식서스   |
| 2024~2025 | 다이슨 다니엘스   | 애틀랜타 호크스           |